# Deliochus
Deliochus är ett släkte av spindlar. Deliochus ingår i familjen käkspindlar.
Kladogram enligt Catalogue of Life:
| Deliochus | \| \| Deliochus pulcher \| \| \| \| \| \| Deliochus zelivira \| \| \| \| |
|           | \| \| Deliochus pulcher \| \| \| \| \| \| Deliochus zelivira \| \| \| \| |
|           | Deliochus pulcher                                                        |
|           |                                                                          |
|           | Deliochus zelivira                                                       |
|           |                                                                          |